# カリント工場の煙突の上に
『カリント工場の煙突の上に』（カリントこうばのえんとつのうえに）は、日本のシンガーソングライターである玉置浩二の3枚目のオリジナル・アルバム。
1993年9月22日にソニー・ミュージックレコーズからリリースされた。前作『あこがれ』（1993年）からおよそ半年振りとなるオリジナル・アルバムであり、キティレコードからの移籍第一弾としてリリースされたアルバムである。歌詞に関しては前作にて作詞を担当した須藤晃による作品が多く収録されている。前作までは作詞は須藤や松井五郎等の作詞家に委ねる事が多かったが、本作では玉置自身が作詞を行った楽曲も多く収録されており、以降の作品においては共同作も含めて玉置作詞による楽曲が増加することになった。
過去作の作風とは異なりギター1本で演奏し歌唱した楽曲を中心に収録され、レコーディングには玉置の両親や兄が参加している。前作までプロデューサーとして安全地帯や玉置の作品に携わっていた金子章平は本作ではディレクターとして参加しており、また須藤もディレクターとして参加している。音楽性としては玉置自身の幼少時代を振り返った曲や療養中の出来事などを記した曲などを中心に、アコースティックな音使いがメインとなっている。
本作からは先行シングルとして三菱地所のコマーシャルソングとして使用された「元気な町」（1993年）がシングルカットされた。本作はオリコンアルバムチャートにおいて最高位第17位となった。

## 背景
前作『あこがれ』（1993年）をリリースした玉置は、安全地帯でのデビュー以来11年間在籍していたキティレコードを離脱し、ソニー・ミュージックレコーズへと移籍する事となった。この時期の玉置は自身による作詞に意欲を示していたが、『あこがれ』に収録されている自身の作詞は「大切な時間」の1曲のみであった。
またこの時期に玉置は、安全地帯の活動が大規模となっていく中、自身の意見をストレートにバンドに反映するのが困難となった事や、事務所を独立させた事により周囲との意思疎通が上手くいかなかった事、時代の流れにより打ち込みが主流となっていたがそれに強い抵抗感があった事などが重なり、自身の音楽活動に強い疑念を抱いていた。このため、玉置は自身が理想とする音楽を追及しようと安全地帯5人だけでの演奏に拘ったり、チャリティー・コンサートばかりに執着するようになり、次第にバンドのメンバーとの溝が深まっていった。その後玉置は人間不信に陥り、家に帰らなくなり、また人との会話を拒絶し始めたため、周囲からの勧めにより精神病院に入院する事態となった。
病院では薬を飲まされベッドで寝るだけの生活を強いられ、これに疑問を抱いた玉置は3日で病院を脱走し、北海道の実家に帰り療養する事となった。この時期に母親から「音楽やってそんなに悩むんだったら音楽やめて、いっしょに農家やろう。なんとしてでも飯なんて食っていけるよ」と言われ、束縛から解放された感覚を覚えた玉置は号泣し、その後一日中空を見上げるような生活を半年ほど過ごしたという。この時の精神病院への入院の経験を反映したのが「西棟午前六時半」という曲である。

## 録音、制作
本作は玉置自身がプロデュースを行い、ディレクターとして須藤晃と金子章平が参加している。須藤はこれ以前に浜田省吾、村下孝蔵、尾崎豊などのシンガーソングライターの作品を数多く手がけていた。須藤は自身が所属するレコードレーベルに安全地帯として移籍してきた当時の玉置に関して、「自分とは接点がない存在だと感じていた。彼らの移籍についても、まったく興味はなかった」と述べている。この両者を結びつけたのは前作『あこがれ』をプロデュースした金子と、スーパーバイザーを担当した星勝の二人であった。須藤は前年に死去した尾崎に対しての喪失感を覚えており、精神的に不安定な時期ではあったが「呑気ではいられない時期だからこそ、ものを作るにはとてもいい時期だった」と述べている。
本作の制作に至る経緯はそれまでの作品とは全く異なり、レコード会社の担当者からの要請ではなく、玉置自身が試行錯誤を繰り返しながら単独で曲を制作し始めたところからスタートした。玉置が個人で実験的に叩いた事のないドラムを叩いたり、チューニングをしていないギターで演奏する事などを試みていた。安全地帯でのレコーディングがデジタルなものになっていた反動から、本作ではギター1本で弾いて歌ったものに後からドラムを加えるなど、安全地帯の時とは正反対な方法で進められた。リリースのあてもないまま勝手にレコーディングされていたこの作品に対し、玉置は「勝手に実験していただけ。それがアルバムになっちゃった。よく出せたなと思っているくらいで、"奇跡的なアルバム"と呼んでおります」と述べている。
その後キティレコードからソニー・ミュージックレコーズへと移籍した玉置は、須藤と共に楽曲制作を開始したが、当時の玉置は作詞をほとんど行わなかったため、詞が付けられていない大量の曲が収められたデモテープが須藤に委ねられる事となり、須藤は「完成させるのは大変でした」と述べている。曲の制作の順序としては、最初に玉置が曲のイメージを須藤に伝え、それを受けた須藤が詞のおおまかなイメージを玉置に提供し、メロディーに乗りやすい言葉に変更し最終的に須藤が作詞するという流れとなっていた。そのようにして制作された膨大な曲群の中から曲を選別し、1枚にまとめたものをアルバムとしてリリースする事となった。また、本作には玉置の両親がコーラスで参加している他、デビュー以前に安全地帯の一員として活動した事もある兄の一芳がドラムスで参加している。

## 音楽性と歌詞
表題曲となる「カリント工場の煙突の上に」は7枚目のシングル「元気な町」のカップリング曲としても収録されており、本作ではシングルに収録されたものとアレンジが異なるアルバム・バージョンでの収録となっている。カリント工場とは玉置が幼少期に住んでいた市営住宅の付近にあった施設である。歌詞中にある「川で溺れたあいつ」とは、幼少期に玉置とよく遊んでいた近所の2歳年下の幼児で、近所にある美瑛川の堤防で姉と遊んでいた時に、目を離した隙に川に入ってしまったが、幼かった玉置（当時5歳）と姉には幼児を助ける事が出来ず、その日のうちに遺体となって発見された。その後幼児の母親は精神に異常をきたしてしまい、父親は自殺したという。玉置は本作をその幼児に捧げたアルバムであると述べている。また音楽を始めた頃は個人的な体験は歌にしようとも思わなかったが、本作をきっかけに自分の音楽は完全に変わり、本当の事を歌詞にするようになったと玉置は述べている。その他、収録曲である「家族」には「カリント工場の煙突の上に」の一節がコーラスとして引用されている。
須藤が本作で初めて作詞した曲が「ダンボールと密柑箱」であり、同曲の歌詞に玉置が共感した事から両者の歌詞の共作が開始されることとなった。「西棟午前六時半」のタイトルの意味は玉置が入院していた精神病院のラジオ体操の開始時間から取られている。同曲にはデュエットとして当時の夫人である薬師丸ひろ子が参加している（ノンクレジット）。玉置浩二の自伝本『玉置浩二 幸せになるために生まれてきたんだから』において著者の志田歩は、本作が「気心の知れた顔ぶれで家族愛をほのぼのと綴った作品」であるかのように思えるとした上で、「実はその愛情表現は、人間不信に陥った玉置浩二の苦悩を終わらせてくれた母親への感謝を込めた切実きわまりないものだった」と述べているほか、本作が「彼が幼い頃から抱えていたトラウマを音楽に昇華させた作品でもあった」とも述べている。
音楽情報サイト『CDジャーナル』では、「幼い頃の想い出が、歌の形をとって大切に収められていて、遊び疲れて家路に向かいながら友だちと眺めた真っ赤な夕焼けが想いだされてくる」、「あのエモーショナルなヴォーカルとアコギの響きで、ひたすらにノスタルジックな歌を連発」と表記されている。

## リリース、プロモーション、アートワーク、批評
| 専門評論家によるレビュー | 専門評論家によるレビュー |
| レビュー・スコア         | レビュー・スコア         |
| 出典                     | 評価                     |
| ------------------------ | ------------------------ |
| CDジャーナル             | 肯定的                   |

本作は1993年9月22日にソニー・ミュージックレコーズからCDおよびMDの2形態でリリースされた。先行シングルとしてリリースされた「元気な町」は三菱地所のコマーシャルソングとして使用された。本作のジャケットに使用された絵画は、玉置が小学生時代にクレヨンで描いた母親の肖像画になっている。また、ジャケット裏の「おかあさんありがとう たまきこうじ」という文字も玉置が小学生時代に書いたものである。
初回盤のパッケージはダンボール製になっており、収録曲にある「ダンボールと蜜柑箱」や歌詞カードのクレジットにスペシャル・サンクスとして記載された「ザ・ミスター・ダンボール」などからこのパッケージでのリリースとなった。ちなみに、「ザ・ミスター・ダンボール」とは須藤の事である。須藤が初めて玉置の実家を訪ねた際は、「歓迎ミスター・ダンボール」と書かれた旗を持って玉置は兄と共に空港で出迎えたという。
音楽情報サイト『CDジャーナル』では、ミュージシャンにとって生涯に1枚は制作する事が夢となる作品と推測した他、2018年の再リリース盤のレビューにおいては大人だからこそ理解できる世界観であると主張し、薬師丸ひろ子とのデュエット曲が収録されている事に触れた上で「今だからこそ聴かれるべきしみじみ系名作」、「故郷や家族を想う気持ちが込められた、人間味があふれる作品」と称賛した。2018年8月15日にはブルースペックCD2、紙ジャケット仕様にて再リリースされた。

## チャート成績
本作はオリコンアルバムチャートにおいて最高位第17位の登場週数5回で、売り上げ枚数は4.9万枚となった。この結果に関して須藤は「結果としてそこそこ売れましたけど、会社では『なに作ってんだよ、お前』って怒られました。『ここまで精神的なものを作ってだいじょうぶか、玉置浩二は』って言われましたけど、僕は、ものすごくいいものができたと思っています」と述べている。また、この作品からの影響で須藤は後に立ち上げた自身の会社を「カリント・ファクトリー」と名付けている。本作の売り上げ枚数は1988年以降の玉置のアルバム売上ランキングにおいて第7位となった。2023年に実施されたねとらぼ調査隊による玉置のオリジナルアルバム人気ランキングでは第4位、2024年に実施された同ランキングでは第3位となった。

## 収録曲
- CDブックレットに記載されたクレジットを参照[33]。

| #         | タイトル                       | 作詞             | 作曲      | 編曲      | 時間  |
| --------- | ------------------------------ | ---------------- | --------- | --------- | ----- |
| 1.        | 「花咲く土手に」               | 須藤晃           | 玉置浩二  | 玉置浩二  | 4:30  |
| 2.        | 「カリント工場の煙突の上に」   | 須藤晃           | 玉置浩二  | 玉置浩二  | 4:50  |
| 3.        | 「ダンボールと密柑箱」         | 須藤晃           | 玉置浩二  | 玉置浩二  | 4:22  |
| 4.        | 「西棟午前六時半」             | 須藤晃           | 玉置浩二  | 玉置浩二  | 4:49  |
| 5.        | 「大きな“いちょう”の木の下に」 | 玉置浩二         | 玉置浩二  | 玉置浩二  | 3:36  |
| 6.        | 「キラキラニコニコ」           | 須藤晃、玉置浩二 | 玉置浩二  | 玉置浩二  | 6:50  |
| 7.        | 「家族」                       | 須藤晃、玉置浩二 | 玉置浩二  | 玉置浩二  | 5:17  |
| 8.        | 「納屋の空」                   | 玉置浩二         | 玉置浩二  | 玉置浩二  | 4:26  |
| 9.        | 「元気な町」                   | 玉置浩二         | 玉置浩二  | 玉置浩二  | 5:11  |
| 10.       | 「青い“なす”畑」               | 玉置浩二         | 玉置浩二  | 玉置浩二  | 5:42  |
| 合計時間: | 合計時間:                      | 合計時間:        | 合計時間: | 合計時間: | 49:33 |

## スタッフ・クレジット
- CDブックレットに記載されたクレジットを参照[34]。

### 参加ミュージシャン
- 玉置浩二 – 歌と演奏
- 玉置一芳 – ドラムス、パーカッション（5,6,9,10曲目）
- 玉置一士 – コーラス（7曲目）
- 玉置房子 – コーラス（7曲目）
- 星勝 – ストリングス・アレンジ
- 金子飛鳥グループ – ストリングス

### 録音スタッフ
- 玉置浩二 – プロデューサー
- 須藤晃 – ディレクター
- 金子章平 – ディレクター
- 大川正義 – エンジニア
- 岡田勉 – エンジニア
- 松本靖雄 – エンジニア
- 橋本仁司 – エンジニア
- 出石明弘 – エンジニア
- 藤原成文 – エンジニア
- 中沢慎太郎 (SME) – アシスタント・ディレクター
- 加藤正昭（サンライズスタジオ） – マスタリング
- 酒井祐司（ミュージカル・ファーマーズ） – マネージメント
- 内田久喜 (SME) – プロモーション

### 美術スタッフ
- たまきこうじ – 絵
- 山本晃 – デザイン
- ヒロ伊藤 – フォトグラフィー
- 大西みつぐ – フォトグラフィー
- 小田昭二 – フォトグラフィー

### 制作スタッフ
- 西棟の皆さん – スペシャル・サンクス
- ザ・ミスター・ダンボール – スペシャル・サンクス
- 北海道旭川市神居 – スペシャル・サンクス

## チャート
| チャート         | 最高順位 | 登場週数 | 売上数  | 出典        |
| ---------------- | -------- | -------- | ------- | ----------- |
| 日本（オリコン） | 17位     | 5回      | 4.9万枚 | [ 2 ] [ 3 ] |

## リリース日一覧
| No. | リリース日    | レーベル                                 | 規格         | カタログ番号 | 備考                                   | 出典          |
| --- | ------------- | ---------------------------------------- | ------------ | ------------ | -------------------------------------- | ------------- |
| 1   | 1993年9月22日 | ソニー・ミュージックレコーズ             | CD           | SRCL-2696    | 初回限定盤のみダンボールジャケット仕様 | [ 23 ] [ 35 ] |
| 2   | 1993年9月22日 | ソニー・ミュージックレコーズ             | MD           | SRYL-7119    |                                        |               |
| 3   | 2012年11月7日 | ソニー・ミュージックダイレクト           | AAC-LC       | -            | デジタル・ダウンロード                 | [ 36 ]        |
| 4   | 2012年11月7日 | ソニー・ミュージックダイレクト           | ロスレスFLAC | -            | デジタル・ダウンロード                 | [ 37 ]        |
| 5   | 2018年8月15日 | ソニー・ミュージックダイレクト／GT music | BSCD2        | MHCL-30521   | 紙ジャケット仕様                       | [ 24 ] [ 38 ] |